# Окатимати (станция)
Станция Окатимати (яп. 御徒町駅 окатимати эки) — железнодорожная станция на линиях Яманотэ и Кэйхин-Тохоку, расположенная в специальном районе Тайто, Токио. Станция была открыта 1 ноября 1925 года. В непосредственной близости от станции расположены три станции метрополитена: Нака-Окатимати, Уэно-Окатимати и Уэно-Хирокодзи. На станции установлены автоматические платформенные ворота.

## Планировка станции

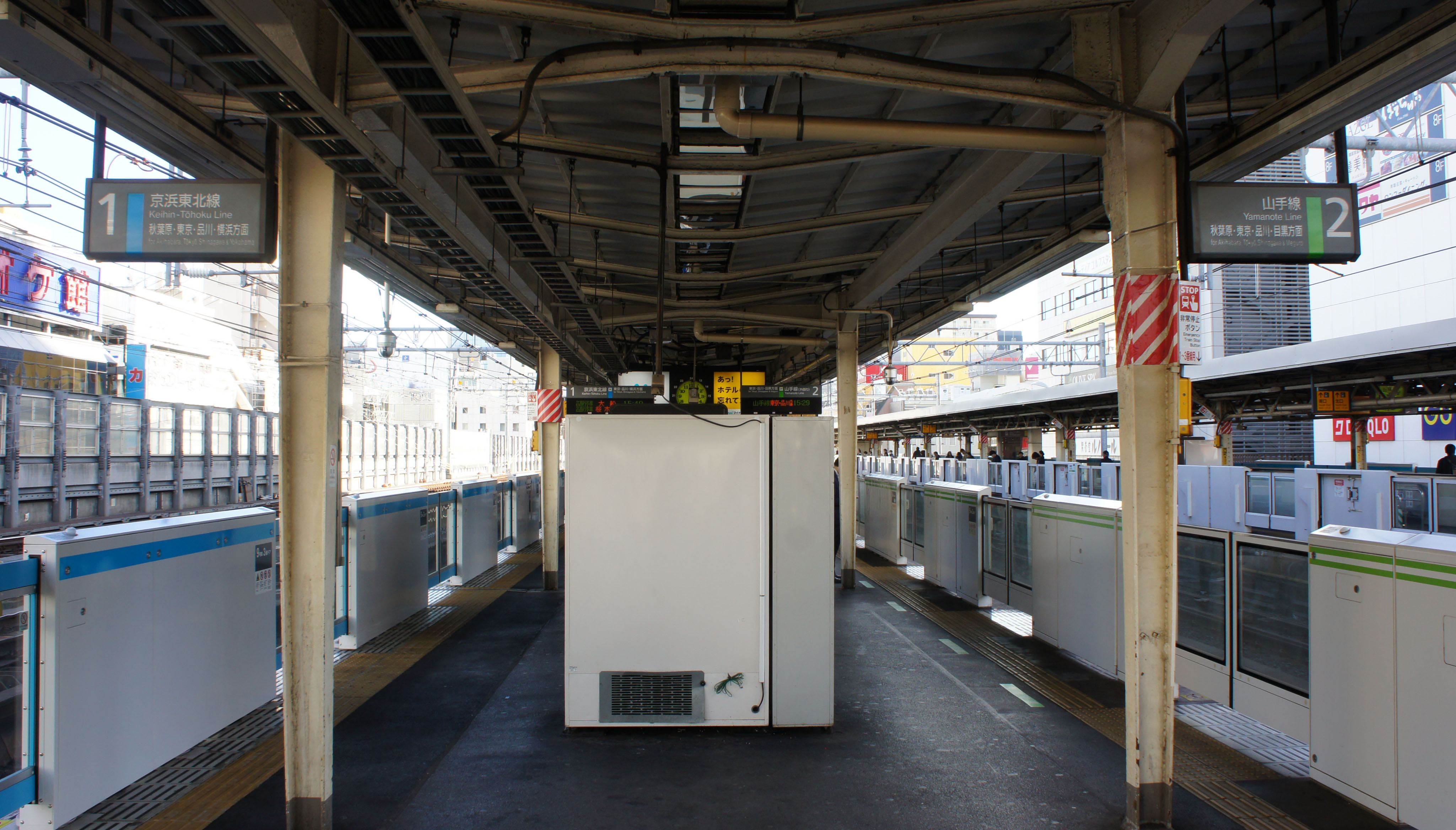
Станционные платформы №1 и №2 линий Кэйхин-Тохоку и Яманотэ

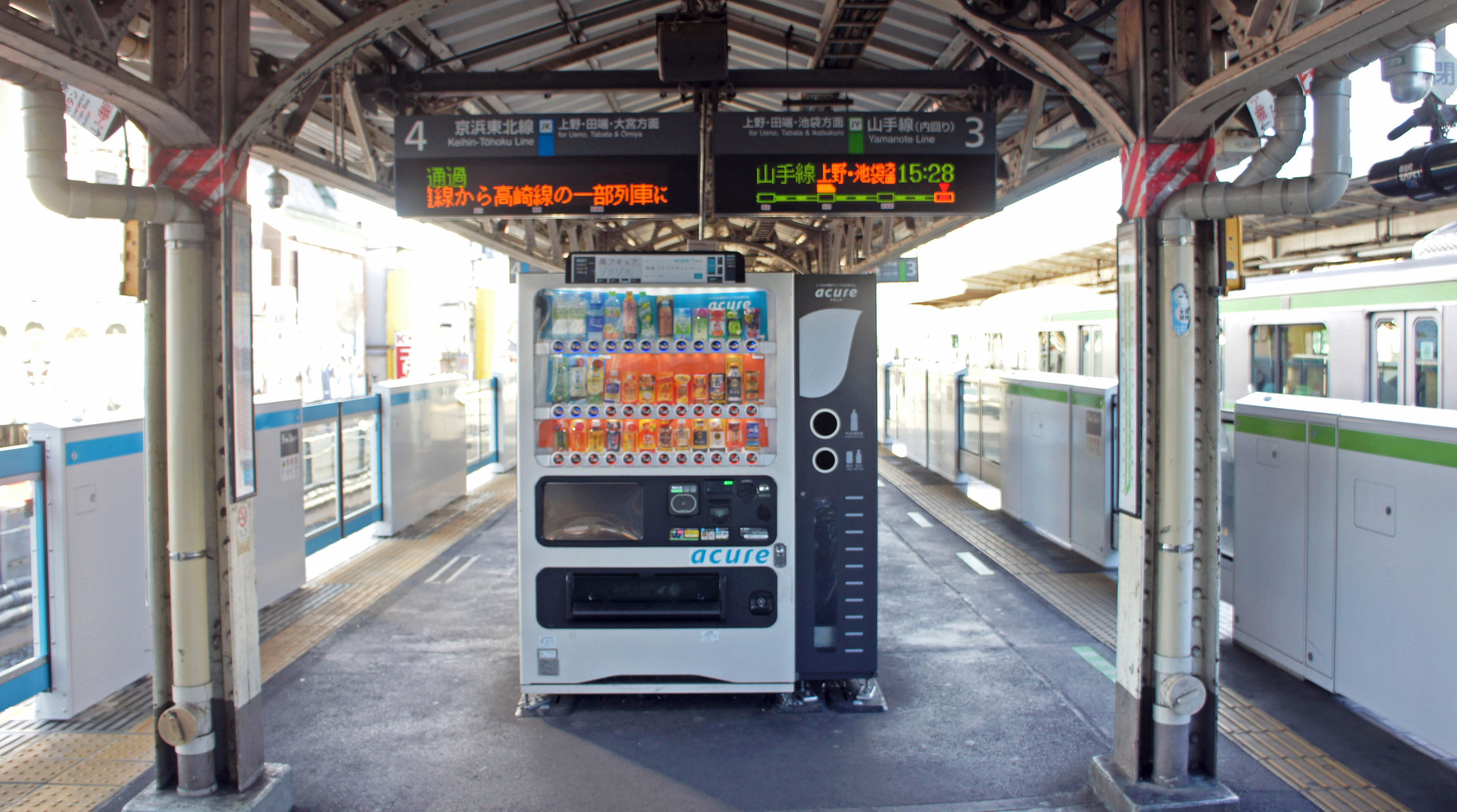
Станционные платформы №3 и №4 линий Яманотэ и Кэйхин-Тохоку

Две платформы островного типа и 4 пути.
| 1 | ■ Линия Кэйхин-Тохоку | Токио, Иокогама, Офуна |
| 2 | ■ Линия Яманотэ       | Токио, Синагава        |
| 3 | ■ Линия Яманотэ       | Уэно, Икэбукуро        |
| 4 | ■ Линия Кэйхин-Тохоку | Уэно, Акабанэ, Омия    |

## Близлежащие станции
| «                         | «             | Вид обслуживания | »             | »             |
| Линия Яманотэ             | Линия Яманотэ | Линия Яманотэ    | Линия Яманотэ | Линия Яманотэ |
| ------------------------- | ------------- | ---------------- | ------------- | ------------- |
| Акихабара                 | Акихабара     | -                | Уэно          | Уэно          |
| Линия Кэйхин-Тохоку       |               |                  |               |               |
| Акихабара                 | Акихабара     | Local            | Уэно          | Уэно          |
| Rapid: не останавливается |               |                  |               |               |